# 大島登志彦
大島 登志彦（おおしま としひこ、1954年 - ）は、日本の地理学者。高崎経済大学地域科学研究所名誉研究員。高崎経済大学名誉教授。上毛電鉄友の会会長。工学博士（日本大学）。
専門は人文地理学、交通地理学、交通史、産業考古学。研究テーマはスイッチバックと東武バス。

## 学歴[4]
群馬県出身。群馬県立前橋高等学校を経て、1977年3月東北大学工学部電気系・通信工学科卒業、1982年3月群馬大学教育学部社会科学専攻卒業、1985年3月東京学芸大学大学院教育学研究科修士課程修了。

## 職歴
1977年4月ナカヨ通信機入社（1978年3月まで勤務）、1985年4月群馬県立嬬恋高等学校教諭、1988年4月群馬工業高等専門学校講師、1991年4月同高専助教授、1999年4月高崎経済大学経済学部助教授、2001年4月同大学教授を経て、2020年7月より同大学地域科学研究所名誉研究員。

## 主な研究業績
- 『群馬県における路線バスの変遷と地域社会』（単著、上毛新聞社、2002年）
- 『群馬・路線バスの歴史と諸問題の研究』（単著、上毛新聞社、2009年）
- 『群馬・産業遺産の諸相』（共著、日本経済評論社、2009年）
- 『新高崎市の諸相と地域的課題』（共著、2012年、日本経済評論社）
- 『群馬の再発見 地域文化とそれを支えた産業・人と思想』（共著、2012年、上毛新聞社）
- 『高大連携と能力形成』（共著、2013年、日本経済評論社）
- 『デフレーション現象への多角的接近』（共著、2014年、日本経済評論社）

- 『環境政策の新展開』（共著、2015年、剄草書房）
- 『日本蚕糸業の衰退と文化伝承』（共著、2018年、日本経済評論社）
- 『地方公共交通の維持と活性化』日交研双書（共著、2020年、成山堂書店）